# Polleniopsis pilosa
Polleniopsis pilosa är en tvåvingeart som beskrevs av Townsend 1917. Polleniopsis pilosa ingår i släktet Polleniopsis och familjen spyflugor. Inga underarter finns listade i Catalogue of Life.